# ديمتري فوروبيوف
ديمتري فوروبيوف (بالأوكرانية: Воробйов Дмитро Олександрович)‏ هو لاعب كرة قدم أوكراني في مركز حراسة المرمى، ولد في 27 أغسطس 1977 في كراسنودار في روسيا. لعب مع شاختار دونيتسك وميتالورغ دونيتسك وميتالوره زابورجيا ونادي بانانتس ونادي سبارتاك يريفان ونادي كوبان كراسنودار.

## وصلات خارجية
- ديمتري فوروبيوف على موقع اتحاد أوكرانيا (الإنجليزية)
- ديمتري فوروبيوف على موقع قاعدة بيانات كرة القدم.إي يو (الإنجليزية)
- ديمتري فوروبيوف على موقع Soccerway.com (الإنجليزية)
- ديمتري فوروبيوف على موقع عالم كرة القدم.نت (الإنجليزية)